# Amadeus
Amadeus é um filme épico americano de 1984, do gênero drama biográfico e musical, dirigido por Milos Forman com roteiro de Peter Shaffer baseado em sua peça homônima, livremente inspirada na vida dos compositores Wolfgang Amadeus Mozart e Antonio Salieri.
O filme foi indicado para 53 prêmios, e recebeu 40, incluindo oito Oscars (entre eles o de melhor filme), quatro prêmios BAFTA, quatro Globos de Ouro e um prêmio DGA.
Em 1998, Amadeus foi classificado como o 53º melhor filme dos Estados Unidos pelo American Film Institute, em sua lista AFI's 100 Years… 100 Movies.

## Enredo
O filme se inicia em 1823, quando Salieri, já velho, tenta cometer suicídio, cortando sua garganta enquanto grita por perdão, por ter matado Mozart, há muito já falecido. Após ser internado num hospício, é visitado por um jovem padre, que procura obter a sua confissão. Salieri está amargo e, de início, pouco interessado. Porém, acaba ficando à vontade com o padre e inicia uma longa "confissão" sobre seu relacionamento com Mozart. As cenas deste diálogo voltam, ao longo do filme, como se a trama estivesse sendo narrada ao padre por Salieri, durante toda uma noite, até o início da manhã seguinte.
Salieri relembra sua juventude, em particular sua devoção a Deus e seu amor pela música, e como ele prometeu a Deus permanecer celibatário, como forma de sacrifício—se pudesse devotar, de alguma maneira, sua vida à música. Descreve como os planos de seu pai para ele envolviam os negócios, porém sugere que a sua morte repentina, engasgado durante uma refeição, teria sido "um milagre" que permitiu que Salieri fosse atrás de uma carreira musical. Sua narrativa vai, então, para o início de sua vida adulta, quando se junta à elite cultural da Viena do século XVIII ("cidade dos músicos"); Salieri começa sua carreira como um homem devoto e temente a Deus, que acredita que seu sucesso e talento como compositor são recompensas divinas por sua fé, e está satisfeito como compositor da corte para o imperador do Sacro Império Romano-Germânico José II.
Mozart chega em Viena com o seu mecenas, o conde Hieronymus von Colloredo, arcebispo de Salzburgo. Enquanto Salieri observa Mozart secretamente, no palácio do arcebispo, sem ser apresentado a ele, percebe-o como uma pessoa irreverente e lasciva, ao mesmo tempo em que reconhece o imenso talento de suas obras. Em 1781, quando Mozart é apresentado ao imperador, Salieri presenteia ao jovem compositor uma "Marcha de Boas-Vindas", que ele havia tido certo trabalho para terminar; nesta mesma reunião, Mozart mostra pela primeira vez sua tradicional risada infantil, que é ouvida pelo resto do filme. Após ter ouvido a marcha apenas uma vez, Mozart espontaneamente "improvisa" com a peça, sem fazer muito esforço, e transforma a "brincadeira" de Salieri na melodia da ária "Non più andrai", de sua ópera As Bodas de Fígaro.
Salieri fica abalado com a ideia de que Deus estaria falando através do infantil e petulante Mozart, cuja música ele via como milagrosa. Gradualmente, sua fé é abalada; ele imagina Deus, através da genialidade de Mozart, rindo cruelmente de sua mediocridade musical. Os esforços de Salieri com Deus são intercalados com as cenas que mostram os próprios episódios de Mozart em sua vida em Viena; o orgulho da recepção inicial de sua música, a ira e a incredulidade diante do seu tratamento subsequente pelos italianos na corte do imperador; a felicidade com sua esposa, Constanze, e seu filho, Wolfgang, e o luto pela morte de seu pai, Leopold. Mozart começa a ficar cada vez mais desesperado, à medida que os gastos da família aumentam e as ofertas de trabalho diminuem. Quando Salieri se inteira da situação financeira de Mozart, finalmente enxerga uma chance de se vingar, usando o "Preferido de Deus" como seu instrumento.
Salieri engendra então uma trama complexa, para conquistar a vitória derradeira sobre Mozart e sobre Deus. Usando uma máscara e uma capa semelhante à que ele vira Leopold vestindo, ele contrata Mozart para lhe compor uma missa de requiem, com um pagamento adiantado e a promessa de uma quantidade enorme de dinheiro ao término da composição. Mozart aceita e começa a compor sua última obra, o Missa de Requiem em ré menor, sem desconfiar da identidade de seu mecenas misterioso e de seu plano: matar o jovem compositor, assim que a obra estivesse completa, para assumir a sua autoria. Ao entrar em detalhes, a respeito de como ele poderia cometer esse assassinato, Salieri descreve, arrebatado, a admiração de seus colegas e da corte, enquanto aplaudiriam o seu suposto requiem; apenas ele próprio e Deus saberiam a verdade - que Mozart teria composto um requiem para si próprio, a que Deus só podia assistir, enquanto Salieri finalmente receberia a fama e o renome que ele acreditava merecer.
A situação financeira de penúria de Mozart continuava, e as exigências impostas sobre ele pela composição simultânea do Requiem e da Flauta Mágica levam-no à completa exaustão; após diversas brigas, Constanze o abandona, levando o filho com ela. Sua saúde, já fragilizada, piora, e ele desmaia durante a performance de estreia da Flauta Mágica. Salieri leva um Mozart extremamente doente para a sua casa, e o ilude para que continue a compor o Requiem, deitado naquele que seria seu leito de morte. Mozart dita a obra para que Salieri a transcreva à partitura (o que de fato teria acontecido, embora não com Salieri e sim com dois de seus pupilos, Joseph Eybler e Franz Xaver Süssmayr), por toda a madrugada. Constanze, arrependida de sua fuga, retorna pela manhã, e ordena a Salieri que vá embora, arrancando os manuscritos das mãos deste e guardando-os. Quando ela vai acordar Mozart, ele já está morto. O Requiem está incompleto, e Salieri só pode assistir ao corpo de Mozart sendo levado para fora de Viena, onde é enterrado numa vala comum.
O filme termina quando Salieri completa o relato de sua história ao jovem padre, visivelmente abalado. Salieri conclui afirmando que Deus preferiu matar Mozart a permitir que ele, Salieri, partilhasse de uma parcela ínfima de sua glória, e que ele está destinado a ser o "padroeiro da mediocridade". Salieri, então, "absolve" o padre de sua própria mediocridade, e passa a "absolver" os outros pacientes do hospício à medida que é levado embora em sua cadeira de rodas. O filme se encerra, e antes dos créditos ainda se ouve a cômica risada de Mozart.

## Elenco principal
- F. Murray Abraham.... Antonio Salieri
- Tom Hulce.... Wolfgang Amadeus Mozart
- Elizabeth Berridge.... Constanze Mozart
- Simon Callow.... Emanuel Schikanaeder
- Roy Dotrice.... Leopold Mozart
- Christine Ebersole.... Catherina Cavalieri
- Jeffrey Jones.... Imperador José II
- Charles Kay.... conde de Orsini-Rosenberg
- Vincent Schiavelli.... Mayordomo de Salieri
- Barbara Bryne.... Sr.ª Weber
- Martin Cavani.... jovem Salieri
- Roderick Cook.... conde Von Struck
- Milan Demjanenko.... Karl Mozart
- Peter DiGesu.... Francesco Salieri

## Produção
O ator norte-irlandês Kenneth Branagh, em sua autobiografia Beginning, afirma que foi considerado originalmente para o papel de Mozart, porém foi preterido no lugar de Tom Hulce quando Forman decidiu fazer o filme com um elenco exclusivamente dos Estados Unidos, para que as plateias daquele país não fossem "distraídas" pelos sotaques britânicos. Hulce teria usado as célebres alterações de humor do tenista John McEnroe como fonte de inspiração para a sua caracterização do gênio imprevisível de Mozart.
Meg Tilly foi escalada originalmente para ser a esposa de Mozart, Constanze, porém rompeu um ligamento no dia do início das gravações. Foi substituída por Elizabeth Berridge. Simon Callow, que fez o papel de Mozart na produção teatral original de Amadeus, em Londres, interpretou Emanuel Schikaneder, o libretista da Flauta Mágica.
O filme foi gravado em locações em Praga, Kroměříž e Viena. Formam pôde filmar cenas no Teatro do Conde Nostitz, onde Don Giovanni e La Clemenza di Tito tiveram suas estreias dois séculos antes. Diversas cenas foram filmadas nos Estúdios Barrandov.
O ator Mel Gibson chegou a fazer teste para interpretar Mozart.
Amadeus é também o título de uma peça teatral escrita em 1979 por Peter Shaffer, baseada na vida de Wolfgang Amadeus Mozart e Antonio Salieri. Shaffer se inspirou numa peça chamada Mozart & Salieri de Aleksandr Puchkin, adaptada para uma ópera por Rimsky-Korsakov. A peça, na qual o filme se baseou, foi apresentada pela primeira vez no National Theatre, em Londres, em 2 de novembro de 1979.

## Recepção
Em 1985 o filme foi indicado para onze Prêmios da Academia (Oscar), incluindo uma rara indicação dupla para melhor ator - Hulce e Abraham foram indicados por suas performances de Mozart e Salieri. O filme acabou vencendo oito Oscars, incluindo o de melhor filme (Saul Zaentz), melhor ator (Abraham), melhor diretor (Forman), melhor figurino (Theodor Pištěk), melhor roteiro adaptado (Shaffer), melhor direção de arte (Patrizia von Brandenstein), melhor maquiagem e de melhor som. O filme foi indicado, porém não recebeu os prêmios de melhor fotografia e melhor edição. Amadeus, The English Patient e The Hurt Locker são os únicos vencedores do prêmio de melhor filme a nunca ter entrado nas cinco maiores bilheterias, desde que os rankings começaram a ser registrados, em 1982. Amadeus chegou à sexta posição em sua oitava semana nos cinemas.
O filme também foi indicado para seis Globos de Ouros (Hulce e Abraham foram indicados em conjunto) e venceu quatro, incluindo prêmios de melhor diretor, melhor ator, melhor roteiro e melhor filme (drama). Jeffrey Jones foi indicado para o Globo de Ouro de melhor Ator (coadjuvante/secundário) (drama). Forman também recebeu um prêmio por seu trabalho do Directors Guild of America.
Em sua coleção de ensaios, The Relativity of Wrong, Isaac Asimov elogiou o retrato de Salieri feito por Abraham, e manifestou seu apoio para que ele recebesse o Oscar. Abraham venceu o prêmio por seu desempenho como o músico italiano, da mesma maneira que Ian McKellen havia vencido um Prêmio Tony por sua performance como Salieri na produção da Broadway de 1980.
Ao fim da cerimônia do Oscar, o ator Laurence Olivier subiu ao palco para apresentar o prêmio de melhor filme. Enquanto agradecia à Academia por lhe convidar, Olivier já abria o envelope; em vez de anunciar os indicados, simplesmente leu: "O vencedor é Amadeus." Um oficial do evento rapidamente se aproximou para confirmar o anúncio de Olivier, e indicou que tudo estava certo. O produtor Saul Zaentz mencionou os outros indicados em seu discurso de agradecimento: The Killing Fields, A Passage to India, Places in the Heart e A Soldier's Story.
O filme influenciou a música e a cultura popular da época, e continua a influenciar escritores, autores e músicos. Um exemplo é a canção "Rock Me Amadeus", do artista pop austríaco Falco, que foi um hit em 1985. Abraham apareceu no filme Last Action Hero, de 1993; a um certo momento o garoto Danny avisa a Arnold Schwarzenegger que não confie nele porque "ele matou Mozart!" Schwarzenegger pergunta "num filme?" Ao que Danny responde, "Amadeus! Ganhou oito Oscars!"
Amadeus também foi parodiado diversas vezes, incluindo em episódios de Family Guy ("It Takes a Village Idiot, and I Married One"), The Simpsons ("Margical History Tour"), Freakazoid, Mr. Show, 30 Rock ("Succession") e How I Met Your Mother ("The Best Burger in New York").
Em 1998, recebeu um prêmio de reconhecimento do American Film Institute (Instituto Americano do Cinema).

## Principais prêmios e indicações
Oscar 1985 (Estados Unidos)
- Venceu[5] nas categorias de melhor filme, melhor diretor, melhor ator (F. Murray Abraham), melhor direção de arte (Karel Černý e Patrizia von Brandenstein), melhor figurino (Theodor Pištěk), melhor maquiagem (Dick Smith e Paul LeBlanc), melhor som (Mark Berger, Thomas Scott, Todd Boekelheide e Christopher Newman) e melhor roteiro adaptado (Peter Shaffer).
- Indicado nas categorias de melhor ator (Tom Hulce), melhor fotografia (Miroslav Ondříček) e melhor edição (Nena Danevic e Michael Chandler).

Globo de Ouro 1985 (Estados Unidos)
- Venceu nas categorias de melhor filme - drama, melhor diretor, melhor ator - drama (F. Murray Abrahams) e melhor roteiro.
- Indicado nas categorias de melhor ator - drama (Tom Hulce) e melhor Ator (coadjuvante/secundário) (Jeffrey Jones).

BAFTA 1986 (Reino Unido)
- Venceu nas categorias de melhor fotografia, melhor edição, melhor maquiagem e melhor som.
- Indicado nas categorias de melhor filme, melhor ator (F. Murray Abraham), melhor roteiro

Prêmio César 1985 (França)
- Venceu na categoria de melhor filme estrangeiro.

Academia Japonesa de Cinema 1986 (Japão)
- Venceu na categoria de melhor filme estrangeiro.

Prêmio David di Donatello 1985 (Itália)
- Venceu nas categorias de melhor diretor, melhor ator estrangeiro (Tom Hulce) e melhor filme estrangeiro.

Prêmio do Los Angeles Film Critics Association 1984 (Estados Unidos)
- Venceu nas categorias de melhor ator (F. Murray Abraham juntamente com Albert Finney por Under the Volcano), melhor diretor, melhor filme e melhor roteiro (Peter Shaffer).

Prêmio Eddie (Estados Unidos)
- Venceu na categoria de melhor edição em longa-metragem (Nena Danevic e Michael Chandler).

Prêmio do Casting Society of America (EUA)
- Venceu na categoria de melhor elenco em longa-metragem (Mary Goldberg).

Prêmio DGA (Estados Unidos)
- Venceu na categoria de realização notável de um diretor em longa-metragem.

Prêmio do Kansas City Film Critics Circle (EUA)
- Venceu n categoria de melhor ator (F. Murray Abraham).

Nastro d'Argento (Itália)
- Venceu nas categorias de melhor ator - filme estrangeiro (Tom Hulce) e melhor diretor - filme estrangeiro (Miloš Forman).

## Música
- Orquestra: Academy of St. Martin in the Fields, regida por sir Neville Marriner
- Coros:
  - Coro da Academy of St Martin In The Fields, regido por Laszlo Heltay
  - Ambrosian Opera Chorus, regido por John McCarthy
  - Coristas da Abadia de Westminster, regidos por Simon Preston
  - Coro da Sinfônica de São Francisco
- Solistas instrumentais
  - Concerto para piano in mi bemol, K482, interpretado por Ivan Moravec
  - Concerto para piano em ré menor, K466, interpretado por Imogen Cooper
  - Adagio em dó menor para harmônica para harmônica de vidro, K617, interpretado por Thomas Bloch com os Virtuosos de Bruxelas, regidos por Marc Grauwels
- Caro mio ben, de Giuseppe Giordani
  - Michele Esposito, soprano

### Trilha sonora original
(todas composições de Mozart, exceto quando indicado)
- Disco 1

1. Sinfonia n.º 25 em sol menor, K 183, 1.º movimento
2. Stabat Mater: Quando Corpus Morietur e Amen (Pergolesi - interpretado pelos coristas da Abadia de Westminster, regidos por Simon Preston)
3. Música cigana do início do século XVIII: Bubak e Hungaricus
4. Serenada para sopros, K. 361, 3.º movimento
5. O Rapto do Serralho, final turco
6. Sinfonia n.º 29 em lá, K 201, 1.º movimento
7. Concerto para dois pianos, K. 365, 3.º movimento
8. Missa em dó menor, K. 427, Kyrie (Mozart)
9. Sinfonia concertante para violino e viola, K. 364, 1.º movimento

- Disco 2

1. Concerto para piano em mi bemol, K. 482, 3.º movimento
2. As Bodas de Figaro, ato III, Ecco la Marcia
3. The Marriage of Figaro, ato IV, Ah Tutti Contenti
4. Don Giovanni, ato II, cena do Commendatore
5. Zaide ária, Ruhe Sanft
6. Requiem, K. 626, Introitus (introdução orquestral)
7. Requiem: Dies Irae
8. Requiem: Rex Tremendae Majestatis
9. Requiem:Confutatis
10. Requiem: Lacrimosa
11. Concerto para piano em ré menor, K. 466, 2.º movimento

A trilha sonora do filme atingiu a 56ª posição na parada de álbuns da revista americana Billboard, tornando-o uma das gravações mais populares de música clássica de todos os tempos. Todas as faixas foram compostas por Mozart, com exceção de uma canção folclórica húngara e o movimento final (Quando Corpus Morietur et Amen) do Stabat Mater do compositor italiano Giovanni Battista Pergolesi.
O filme contém diversas obras musicais que não foram incluídas no álbum lançados com a trilha sonora. Como indicando acima (exceto onde especificado), todas as faixas foram executadas pela Academy of St. Martin in the Fields, regida por sir Neville Marriner, e interpretadas especificamente para serem utilizadas no filme. De acordo com os comentários sobre o filme feitos por Forman e Schaffer, Marriner concordou participar do filme com a condição de que a música de Mozart fosse interpretada na maneira exata em que consta das suas partituras originais. Marriner acrescentou, no entanto, algunas notas à música de Salieri, que podem ser percebidas no início do filme, quando Salieri inicia sua confissão ao padre.
Entre as obras que aparecem no filme mas que não foram incluídas no álbum com a trilha sonora (posteriormente incluídas na versão ampliada em CD):
- A Flauta Mágica, ária da Rainha da Noite (Der Hölle Rache), interpretada por June Anderson;
- A Flauta Mágica, Ein Mädchen oder Weibchen… (Papageno), e Pa-pa-gena! … Pa-pa-geno! (Papageno e Papagena), interpretados por Brian Kay e Gillian Fisher.